# بالچیک‌حصار (شهود)
بالچیک‌حصار (به ترکی استانبولی: Balçıkhisar) یک منطقهٔ مسکونی در ترکیه است که در شهود (شهر) واقع شده‌است.